# Methylpropanoaat
Methylpropanoaat is een organische verbinding met als brutoformule C4H8O2. De stof komt voor als een kleurloze vloeistof met een fruitige geur, die goed oplosbaar is in water. Methylpropanoaat komt van nature uit voor in appels, bananen, koffie, honing en aardbeien. Ze wordt voornamelijk als geur- en smaakstof gebruikt.

## Toxicologie en veiligheid
Methylpropanoaat ontleedt bij verhitting, met vorming van irriterende dampen. De verbinding reageert met oxiderende stoffen, waardoor kans op brand ontstaat.
De stof is irriterend voor de ogen, de huid en de luchtwegen.